# Пиклер, Келли
Келли Пиклер (англ. Kellie Pickler, Албемарл, США, 28 июня 1986 года) — американская кантри-певица и телезнаменитость. Пиклер стала знаменитой после сезона 2006 года музыкального телешоу American Idol, где стала 6-й. В 2006 году дебютировала с альбомом Small Town Girl, получившим золотой диск по сертификации RIAA. В середине 2008 года вышел второй альбом Kellie Pickler.

## Дискография

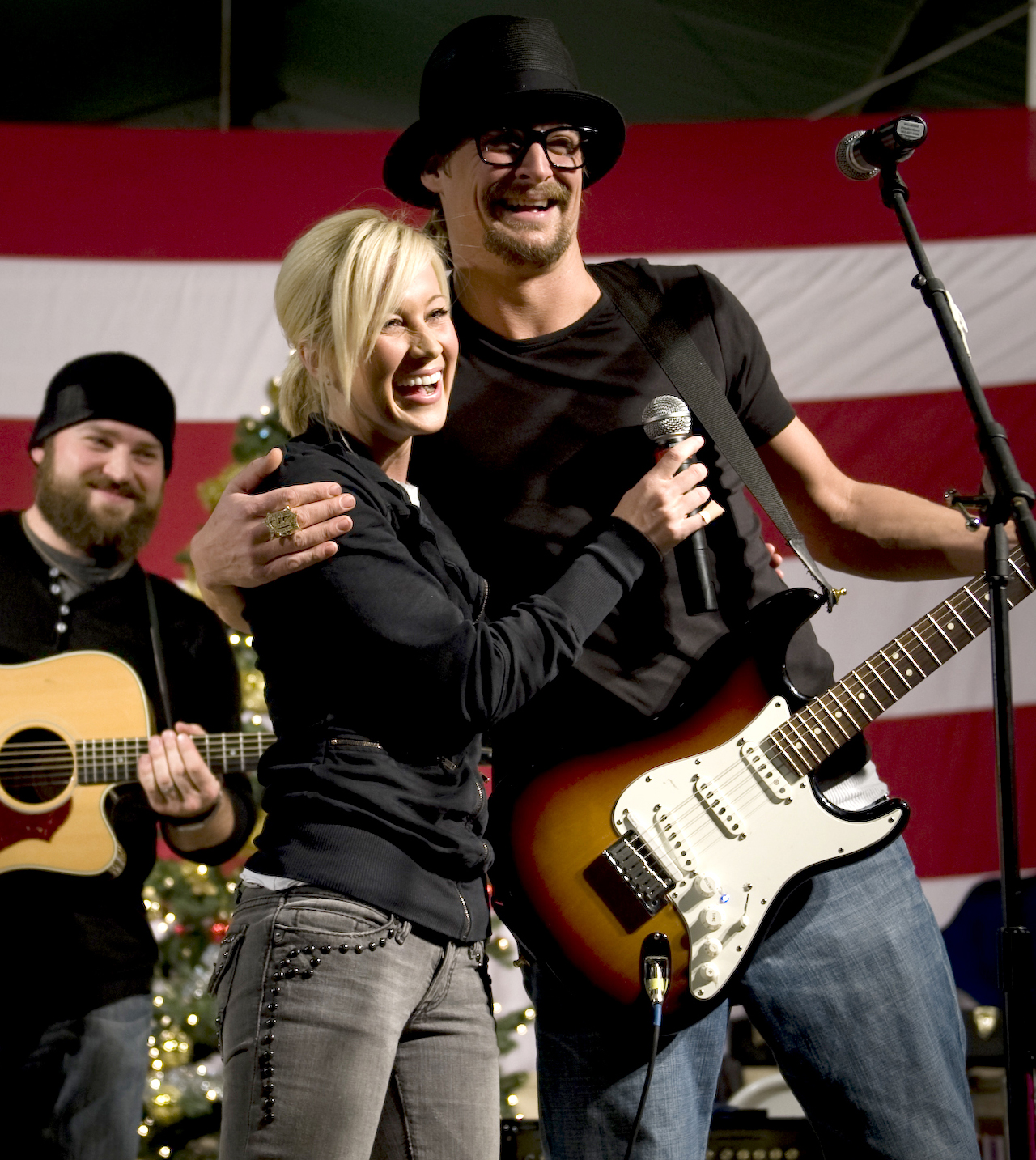
Келли Пиклер и Кид Рок, 2008

Альбомы
- 2006: Small Town Girl
- 2008: Kellie Pickler